# Управление на съветското имущество в Австрия
Управлението на съветското имущество в Австрия (на руски: Управление советским имуществом в Австрии, УСИА) е съветско предприятие, създадено в съветската зона на окупираната от Съюзниците Австрия през юни 1946 г. и съществувало до изтеглянето на Червената армия през 1955 г.
УСИА работи де факто като държавна компания и контролира над 400 иззети австрийски заводи и фабрики, транспортни и търговски компании. Активите на УСИА включват независими дотогава австрийски компании (например Австрийска автомобилна фабрика, ÖAF), фабрики, държани дотогава от германски корпорации (например AEG) и бивши компании на SS (DEST). В пика на дейността си през 1951 г. в конгломерата работят около 60 000 души, или 10% от австрийската работна ръка.  УСИА се ползва с изключения в австрийските митнически договори, не признава австрийското данъчно законодателство и търгува лесно с Източна Европа въпреки Желязната завеса и търговското ембарго на Запада. Екстериториалната корпорация се опитва да е самодостатъчна и е интегрирана много слабо с останалата част от австрийската икономика. 

## Основаване
Окупацията на Германия и Австрия от съветски войски е последвана от широкомащабно разграждане на бивши германски индустриални мощности и пренасянето им в Съветския съюз като репарации. Австрия губи германски индустриални мощности в размер на 200 млн. тогавашни (1951 г.) щатски долара от общо 1,5 млрд. германски мощности. Плячкосването продължава до началото на лятото на 1946 г. когато съветската политика се променя – вместо вземането на австрийските активи започва управлението им с цел печалба.  Съветският отдел за разузнаване на германска собственост инвентаризира оставащите индустриални активи в съветската зона (Долна Австрия, Бургенланд и източните райони на Горна Австрия). На 27 юни 1945 г. съветското командване трансформира този отдел в „Управление на съветското имущество в Източна Австрия“ (УСИИА) и поставя всички индустриални активи под негов контрол. През 1947 г. името му е съкратено до УСИА. Вътрешната му структура отговаря на тази на съветското правителство с девет отдела отговарящи на девет министерства на промишлеността.  11 министерства в Москва взимат участие в работата на УСИА. 
Само 10% от активите на УСИА са германски.  Останалите са отнети от австрийски собственици без добро основание или без обяснение. Отнемането на земи на рода Естерхази е „обосновано“, тъй като според съветите рицарството в Свещената Римска империя, с което родът е удостоен през 1806 г. определя Естерхази по-скоро като германци отколкото като австрийци.  Австрийското правителство е принудено да признае факта, но отказва да легализира отнеманията посредством записи в регистрите за земя и фирми. Съветите използват този отказ като претекст за отказ на плащането на австрийски данъци.  Точният брой на контролираните от УСИА компании е обект на различни интерпретации. Според австрийски източници от 1955 г., УСИА контролира 419 бизнеса, от които 300 индустриални компании. Друг източник споменава 160 компании през 1954 г., изключвайки петролни полета, транспортни и търговски компании.  Съветите също така управляват Съветска военна банка, която се опитва да получи австрийски лиценз за банка, но правителството го отказва поради страх от съветско влияние върху австрийските финанси. 
Броят на работещите в УСИА варира от 22 000 през 1946 г. през 60 000 през 1951 г. до 36 000 през 1955 г.  Непропорционално голяма част от тях са австрийски комунисти, особено след генералните стачки от 1950 г., когато комунистите са масово уволнявани от неконтролираните от УСИА компании.  Стачките от 1950-те са организирани от про-комунистически работници в контролираните от УСИА фабрики в съветския сектор на Виена. Все пак Съветите поставят икономическите си интереси над „класовото единство“ с австрийските комунисти.  Според Хуго Портиш, съветските представители в Австрия са разделени относно стачките от 1950 г. – някои от тях виждат в стачките възможност за потискане на западното влияние, докато ръководството на УСИА има да изпълнява производствени задачи и е против разбунването на духовете. Портиш пише, че съветското правителство взема мерки за успокояване на ситуацията и отказва помощ на австрийските комунисти. 

## Дейност
УСИА първоначално е управлявано от червеноармейци; от 1949 г. те са заменени от обучени мениджъри за индустрията. Организацията се ръководи от изпълнителен директор с трима заместници по политически, персонални и търговски въпроси. Шефовете на УСИА служат средно по две години преди да бъдат заменени. Първоначално Съветите имат намерение да интегрират дейностите на УСИА в собствената си икономика, но по-късно приемат факта, че това е твърде сложно и признават нуждата за сътрудничество с останалата част от австрийската икономика. 
УСИА произвежда само 5% от националния продукт на Австрия и 30% от продукта на съветската зона, но притежава значителен или дори монополен дял в някои от дяловете на индустрията – 60% в стъклопроизводството, 43% в производството на кожени изделия, 40% от желязната и стоманената индустрия и т.н.  Правителствата на Австрия и Съединените щати, уплашени от съветското влияние, инвестират средства от Плана Маршал в сходни бизнеси извън съветската зона и УСИА постепенно губи монополните си позиции.  Съветите нямат намерение да инвестират собствени пари в Австрия, като единственото изключение са находищата на нефт в Долна Австрия. В резултат на това окупираните от Съветския съюз зони забавят икономическото си развитие спрямо останалите части на Австрия, а оборудването им скоро става с качество „под стандартното за Австрия“.  Някои от управляваните от УСИА австрийски компании местят персонала и дейностите си на запад.
Според изследване на бизнесите на УСИА през 1946 – 1955 г., 20% от продуктите им са търгувани и консумирани в контролирани от УСИА компании, 38% са продадени в Източна Европа, 42% са продадени на потребители извън УСИА и едва 1% са консумирани от западноевропейски потребители. Съединените щати потискат действията на УСИА посредством „неутрализационен план“, създаден през 1947 г.  Ембарго, наложено от Съединените щати върху износа на стоки зад Желязната завеса, забранява на австрийските компании да продават продуктите си на УСИА, освен ако не съществува гаранция, че крайните продукти ще останат в Австрия.  Търговията с УСИА, когато е позволена от Запада, е проблематична поради липсата на законова сигурност.  Виенското кметство неофицално забранява покупката на продукти от УСИА.  Пари от Плана Маршал нарочно са инвестирани против интересите на УСИА.  Въпреки тези проблеми УСИА притежава важно и нечестно предимство – дейността му е изключена от австрийските митнически и външнотърговски регулации. То често не спазва и избягва австрийските данъци и се занимава с нелегален внос на стоки.  Продукти на УСИА биват лесно изнасяни зад Желязната завеса и продавани на печалба под пазарната цена в Австрия. Магазините на УСИА във Виена продават стоки под пазарната им цена и често са посещавани от много американци със средни доходи. 
Дейността на УСИА започва да намалява от 1951 г. Между 1951 и 1955 г. над 100 от бизнесите под контрола му са закрити или слети с други.  През 1955 г. Австрия става независима държава и Съветският съюз изтегля войските си. Активите на УСИА са продадени на австрийското правителство за 150 млн. щатски долара, платени в стоки за период от шест години. Петролните полета са част от отделна договореност, която струва на австрийците около 200 млн. долара. Цялата писмена документация на УСИА изчезва. 
Печалбите на УСИА, включително финалните плащания в Австрийския държавен договор се оценяват на 1,072 млрд. щатски долара. Оценките на репарациите са в размер от 1,547 до 2,647 млрд. щатски долара. Австрия плаща на човек от населението по-високи репарации от която и да е друга държава или територия от Оста.  Съветското управление на икономиката на Източна Австрия оставя трайни следи върху австрийците. „Крайният доклад“ относно дейностите на УСИА заключава, че единствената цел на УСИА е била „да използва австрийските природни и човешки ресурси възможно най-систематично... използване в колониален стил насред високоразвита европейска икономика, чиито размер и икономически успех са впечатляващи... Този икономически анклав на окупаторската икономика в Австрия беше използван [от съветите, бел. ред] за укрепването на икономическия потенциал на блока им, за преследване на политическите му цели и, в крайна сметка, като икономически мост, поставен директно срещу Западна Австрия и Западния свят като цяло“. 